# Huang Shiping
Huang Shiping, né le 24 février 1963, est un tireur sportif chinois.

## Carrière
Huang Shiping participe aux Jeux olympiques de 1984 à Los Angeles et remporte la médaille de bronze dans l'épreuve de la cible mobile 50 mètres. Lors des Jeux olympiques d'été de 1988, il remporte la médaille d'argent dans la même épreuve.